# The Flexican
Thomás Goethals, artiestennaam The Flexican (Mexico-Stad, 11 oktober 1983), is een Nederlandse diskjockey. Hij is lid van de groep Flinke Namen.

## Levensloop

### Vroege jaren
Goethals verhuisde op jonge leeftijd in 1993 van Mexico-Stad naar Nederland. Hij begon zijn muzikale carrière als drummer, maar verruilde later zijn drumstel voor draaitafels. De naam "The Flexican" is een samentrekking van "flexible" en "Mexican", een verwijzing naar zijn Mexicaanse roots en zijn flexibele muziekstijl.

### Carrière
In 2004 nam The Flexican het initiatief om samen met Sef en Mc Fit de groep Flinke Namen te vormen. Een jaar later, in 2005, voegde rapper Murth zich bij hen. The Flexican bracht in 2008 zijn mixtape Op Volle Toeren uit, een project dat hij samen met The Opposites en Dio realiseerde. Een jaar later, in 2009, lanceerde hij samen met Sef de single Bro's Before Ho's, die uitgroeide tot een grote hit in Nederland. 
Naast zijn werk met Flinke Namen, heeft Goethals ook succes geboekt als soloartiest. In 2013 werkte hij samen met Major Lazer aan het nummer Watch Out For This (Bumaye), dat een wereldwijde hit werd.
In een opmerkelijke wending in zijn carrière werd Goethals benaderd door het New Yorkse platenlabel Fania Records, dat hem vroeg om nummers uit hun catalogus te remixen. Dit verzoek kwam nadat Fania ontdekte dat Goethals een sample uit hun catalogus had gebruikt in Bumaye. In plaats van juridische stappen te ondernemen, vroegen ze Goethals om als tegenprestatie remixen te maken van nummers uit hun catalogus.
Hij verwierf ook bekendheid door zijn eigen clubavonden, genaamd 'Yours Truly', die hij organiseert in de Jimmy Woo en 013 Tilburg. Tijdens deze evenementen wordt hij steevast vergezeld door Sef.
The Flexican is ook bekend om zijn liefde voor vinylplaten en zijn muziekproject "New Moon".

### Persoonlijk leven
In 2012 was The Flexican betrokken bij een controversieel incident waarbij hij hardhandig werd gearresteerd door de politie in Eindhoven. Na het incident deed hij aangifte tegen de politie en later trof hij een schikking waarbij hij een donatie deed aan een stichting voor slachtoffers van politiegeweld. In 2018 werd hij vader.

## Prijzen en nominaties
| Jaar | Prijs             | Categorie     | Muziek                  |     |
| ---- | ----------------- | ------------- | ----------------------- | --- |
| 2006 | Urban Awards      | Beste DJ      |                         | Nom |
| 2007 | Gouden Greep      | Beste DJ      |                         | Win |
| 2007 | Urban Awards      | Beste DJ      |                         | Nom |
| 2008 | State Awards 2008 | Beste DJ      |                         | Win |
| 2008 | State Awards 2008 | Beste Mixtape | Op Volle Toeren Mixtape | Nom |
| 2009 | State Awards 2009 | Beste DJ      |                         | Win |

### Flinke Namen
Voor de prijzen en nominaties van The Flexican met Flinke Namen, zie aldaar.

## Discografie
Zie ook: Flinke Namen

### Singles
| Single met eventuele hitnotering(en) in de Nederlandse Top 40 | Datum van verschijnen | Datum van binnenkomst | Hoogste positie | Aantal weken | Opmerkingen                                                          |
| ------------------------------------------------------------- | --------------------- | --------------------- | --------------- | ------------ | -------------------------------------------------------------------- |
| Watch out for this (Bumaye)                                   | 2013                  | 30-03-2013            | 6               | 21           | met Major Lazer, Busy Signal & FS Green / Nr. 7 in de Single Top 100 |
| Mother's day                                                  | 2014                  | 13-09-2014            | tip4*           |              | met Sef                                                              |

| Single met hitnotering(en) in de Vlaamse Ultratop 50 | Datum van verschijnen | Datum van binnenkomst | Hoogste positie | Aantal weken | Opmerkingen                             |
| ---------------------------------------------------- | --------------------- | --------------------- | --------------- | ------------ | --------------------------------------- |
| Watch out for this (Bumaye)                          | 2013                  | 23-03-2013            | 12              | 4*           | met Major Lazer, Busy Signal & FS Green |

### Mixen
Op albums van artiesten/labels
| Jaar | Vorm (album/single/mixtape/ep) | Naam (album/single/mixtape/ep)                                                                        | Album artiest                                                    |
| ---- | ------------------------------ | --- | ---------------------------------------------------------------- |
| 2005 | Album                          | KINGS (album)                                                                                         | -                                                                |
| 2007 | Promo-cd                       | Mystery Repeats (The Official Album Taster)                                                           | Pete Philly & Perquisite                                         |
| 2007 | Mixtape                        | Top Notch Mixtape                                                                                     | Top Notch                                                        |
| 2007 | Mixtape                        | Sticks & Typhoon & Winne & Salah Edin Mixtape                                                         | Sticks, Typhoon, Winne & Salah Edin                              |
| 2008 | Mixtape                        | Op volle Toeren Mixtape                                                                               | Flinke Namen, Dio & The Opposites                                |
| 2009 | Mixtape                        | Top Notch Extravaganza Mixtape I Top Notch Extravaganza Mixtape II Top Notch Extravaganza Mixtape III | Top Notch, Host: Najib Amhali, Gino Pietermaai, Jandino Asporaat |
| 2009 | Mixtape                        | Kunst en Vliegwerk                                                                                    | Flinke Namen                                                     |
| 2009 | Mixtape                        | Mixtape 3.2: Du Evolutie Van 'N Nigga                                                                 | Kempi                                                            |

Verzamelalbums
| Jaar | Naam                                          |
| ---- | --------------------------------------------- |
| 2003 | Nr.Uno                                        |
| 2003 | Summer Madness                                |
| 2004 | Scarefaced Mixtape                            |
| 2004 | 3                                             |
| 2006 | Eclectic Mix                                  |
| 2007 | Zuiver Mixtape                                |
| 2007 | West Up                                       |
| 2007 | The DirtyDirtyDirty Live 2007                 |
| 2007 | Jaarmix 2007                                  |
| 2008 | Krush Groove Mixtape                          |
| 2008 | Jaarmix 2008 aka '08 Wrap Up                  |
| 2009 | GirlsLoveDJ's Vol. 1 CD1                      |
| 2009 | The DirtyDirtyDirty Live Paradiso 29 May 2009 |